# Hainansånghöna
Hainansånghöna (Arborophila ardens) är en fågel i familjen fasanfåglar inom ordningen hönsfåglar.

## Utseende och läten
Hainansånghönan är en typisk, 28 cm lång gråbrun sånghöna med distinkt tecknat huvud. Ett smalt vitt ögonbrynsstreck och en vit fläck på örontäckarna kontrasterar starkt med det i övrigt svartaktiga huvudet. Ett tydligt rostorange halsband skiljer den svarta strupen från grått bröst. Revirlätet är en  vittljudande dubbel vissling som först faller sedan stiger, framfört av par i duett och ofta upprepat.

## Utbredning och systematik
Fågeln förekommer enbart i bergsskogar på ön Hainan i södra Kina. Den behandlas som monotypisk, det vill säga att den inte delas in i några underarter.

## Levnadssätt
Hainansånghönan hittas i tropiska regnskogar. Den är skygg och hörs därför långt oftare än ses.

## Status och hot
Hainansånghönan är upptagen på internationella naturvårdsunionen IUCN:s röda lista som sårbar hotad. Arten tros ha minskat kraftigt till följd av förlust och försämring av dess levnadsmiljö, förvärrat av jakt. Den förekommer dock i ett antal skyddade områden, vilket inger hopp att dess populationstrend kan komma att stabiliseras. Beståndet uppskattas till mellan 2 500 och 10 000 adulta individer.